# Massenverteilung
Als Massenverteilung bezeichnen Geowissenschafter, Astronomen, Physiker und Techniker die räumliche Verteilung der Masse innerhalb eines Festkörpers oder eines gut definierbaren Fluids. Durch die mathematische oder koordinative Beschreibung der Massen – etwa als abgegrenzte Einheiten, als Verteilung von Massenpunkten oder als radialsymmetrische Dichtefunktion – lassen sich verschiedene Parameter des Körpers berechnen und physikalische Modelle seines Innenraums aufstellen.
Die Massenverteilung des Körpers bestimmt u. a. die Lage des Schwerpunkts, das Trägheitsmoment und beeinflusst das dynamische Verhalten, etwa die Eigenschwingungen. Auch Funktionale des Schwerepotentials im Innen- und Außenraum werden von der Anordnung der Massen beeinflusst, insbesondere wenn deren Verteilung asymmetrisch ist. Daher kann man aus Bahnstörungen von Satelliten den inneren Aufbau von Planeten erschließen.
In der Technik ist etwa bei Schiffen die Lage des im Rumpf enthaltenen Volumens im Verhältnis zur Massenverteilung entscheidend für das  Auftriebsverhalten und damit die Stabilität des Schiffes im Wasser.

## Dichteverteilung in Fluiden
Prinzipiell ist die Massenverteilung auch für flüssige und gasförmige Körper von Bedeutung. Auf der Erde kann man zwar für kleine Volumina bzw. inkompressible Flüssigkeiten von einer homogenen Verteilung der Moleküle bzw. Atome ausgehen. Je weiter sich aber das betrachtete Volumen erstreckt (insbesondere vertikal), desto genauer ist der Zusammenhang zwischen Dichte und Druck zu modellieren (siehe Gasgesetze und Kompressionsmodul). In der Meteorologie und Ozeanografie ist zusätzlich die Wirkung von Strömungen zu berücksichtigen.
Die Astronomie untersucht die Massen- und Dichteverteilung auch sehr ausgedehnter Fluide. Als Beispiele seien genannt: interstellares Gas, Dunkelwolken, Gasplaneten und das Innere von Sternen.
Inhomogene Massenverteilungen spielen eine wichtige Rolle u. a. bei der Entstehung und der Entwicklung von Sternen und beim inneren Aufbau von Planeten.

## Modellierung inhomogener rotierender Körper
Für die mathematische Modellierung von Himmelskörpern und ihres physikalischen Verhaltens kennen Astronomen und Geophysiker eine Reihe von Methoden, bei denen das Körperinnere durch eine große Anzahl von Massenpunkten und ihre gegenseitige Gravitation simuliert wird. Bei Körpern mit hoher Temperatur muss auch die Thermodynamik berücksichtigt werden, wozu noch magnetische und andere Wechselwirkungen kommen, sowie im Innern von Sternen energiereiche Strahlung und kernphysikalische Vorgänge.
Schalenförmig aufgebaute Körper niedriger Temperatur können hingegen – mathematisch strenger – durch Methoden der Potentialtheorie oder durch  hydrostatische Gleichgewichtsfiguren beschrieben werden, deren einzelne Schalen eine homogene Massenverteilung (also konstante Dichte) besitzen.
Bei rotierenden Körpern (Räder, Wellen, Bauteile von Maschinen, Erde, andere Himmelskörper) hat die Massenverteilung starke Rückwirkungen auf die Verformung und Stabilität – siehe Unwucht eines Rades, Abplattung und Polbewegung der Erde – und kann bei extrem ungleicher Verteilung durch Risse und ungleichmäßige Fliehkraft zum Bruch führen.

## Gleichgewichtsfiguren von Planeten
Wenn von einem Planeten Volumen und Masse bekannt sind, folgt daraus seine mittlere Dichte -- für die Erde beispielsweise 5,52 g/cm³, für Jupiter 1,33 g/cm³. Wegen des zum Zentrum steigenden Drucks muss allerdings auch die Dichte nach innen zunehmen. Daraus ergibt sich bei bekannter Rotationsdauer und Abplattung eine Möglichkeit, mit Hilfe von Gleichgewichtsfiguren den inneren Dichteverlauf zu bestimmen – umso genauer, je niedriger die Satellitenbahn verläuft. 
Das einfachste Modell ist ein homogenes MacLaurin-Ellipsoid, für das sich mit den Parametern der Erde (Rotation 1 Sterntag, Dichte 5,52) eine Abplattung von 1:231 ergibt. Tatsächlich beträgt die Erdabplattung jedoch 1:298,25 (Äquatorradius 6378,13 km, Polradius 6356,74 km), weil der Erdkern wesentlich dichter ist und weniger zur Fliehkraft beiträgt als der Erdmantel. Mit einem zweischaligen Ellipsoid (Wiechert-Modell, Dichte etwa 4 und 12 g/cm) kommt man daher den wahren Verhältnissen näher, mit weiteren Dichteparametern lässt sich auch das Trägheitsmoment der Erde genau darstellen.
Für Jupiter (mittlere Dichte 1,3 g/cm³, Rotationsdauer 9,9 Stunden) ergibt sich ein noch stärkerer Dichteanstieg, ohne den seine große Abplattung von 1:16 nicht erklärbar wäre. Ebenso beim Saturn, der bei ähnlicher Rotation, aber noch geringerer Dichte sogar eine Abplattung von 1:10 aufweist.
Beim Mars funktioniert diese Methode weniger, weil er klein ist (geringe Fliehkraft) und außerdem unsymmetrisch (Tiefländer im Norden, Krater- und Hochländer im Süden). Hier erlaubt aber die Präzessionsbewegung seiner Rotationsachse, die Gesteinsdichte des Kerns abzuschätzen.

## Massenverteilung bei Sternen und Galaxien
Von einer ganz anderen Art der Massenverteilung spricht die Astronomie bei Sternpopulationen. Hier geht es um die Häufigkeitsverteilung der Masse von Sternen, die meist in Einheiten der Sonnenmasse angegeben werden.
Auch bei der Erforschung von Galaxienhaufen ist es oft erforderlich, die Massen der beteiligten Galaxien statistisch oder physisch in Klassen zu gliedern. Überdies kann man aus der "zu raschen" Bewegung innerhalb dieser Haufen auf die Existenz zusätzlicher, dunkler Massen schließen, welche Dunkle Materie genannt wird.

## Sonstiges
In der Medizin haben einige bildgebende Verfahren das Potential, auch Massenverteilungen in Organismen zu untersuchen – etwa die Röntgendiagnostik und die Computertomografie.